# 恋する街角
「恋する街角」（こいするまちかど）は、2008年10月1日に発売された、山内惠介の通算9枚目のシングル。

## 収録曲
1. 恋する街角 (04:02)
作詞：下地亜記子／作曲：水森英夫／編曲：伊戸のりお
2. 君だけさ (04:01)
作詞：仁井谷俊也／作曲：水森英夫／編曲：伊戸のりお
3. 恋する街角（オリジナル・カラオケ） (04:02)
4. 君だけさ（オリジナル・カラオケ） (04:01)